# Trigonometrie
Trigonometrie (z řeckého trigónon, trojúhelník a metrein, měřit) je oblast goniometrie zabývající se užitím goniometrických funkcí při řešení úloh o trojúhelnících. Trigonometrie se dělí na trigonometrii rovinnou a na trigonometrii sférickou (trigonometrie útvarů na kulové ploše). Trigonometrie má základní význam při triangulaci, která se používá k měření vzdáleností mezi dvěma hvězdami, v geodézii k měření vzdálenosti dvou bodů a v satelitních navigačních systémech. V angličtině se trigonometrie a goniometrie souhrnně označuje jako trigonometry.

## Historie trigonometrie

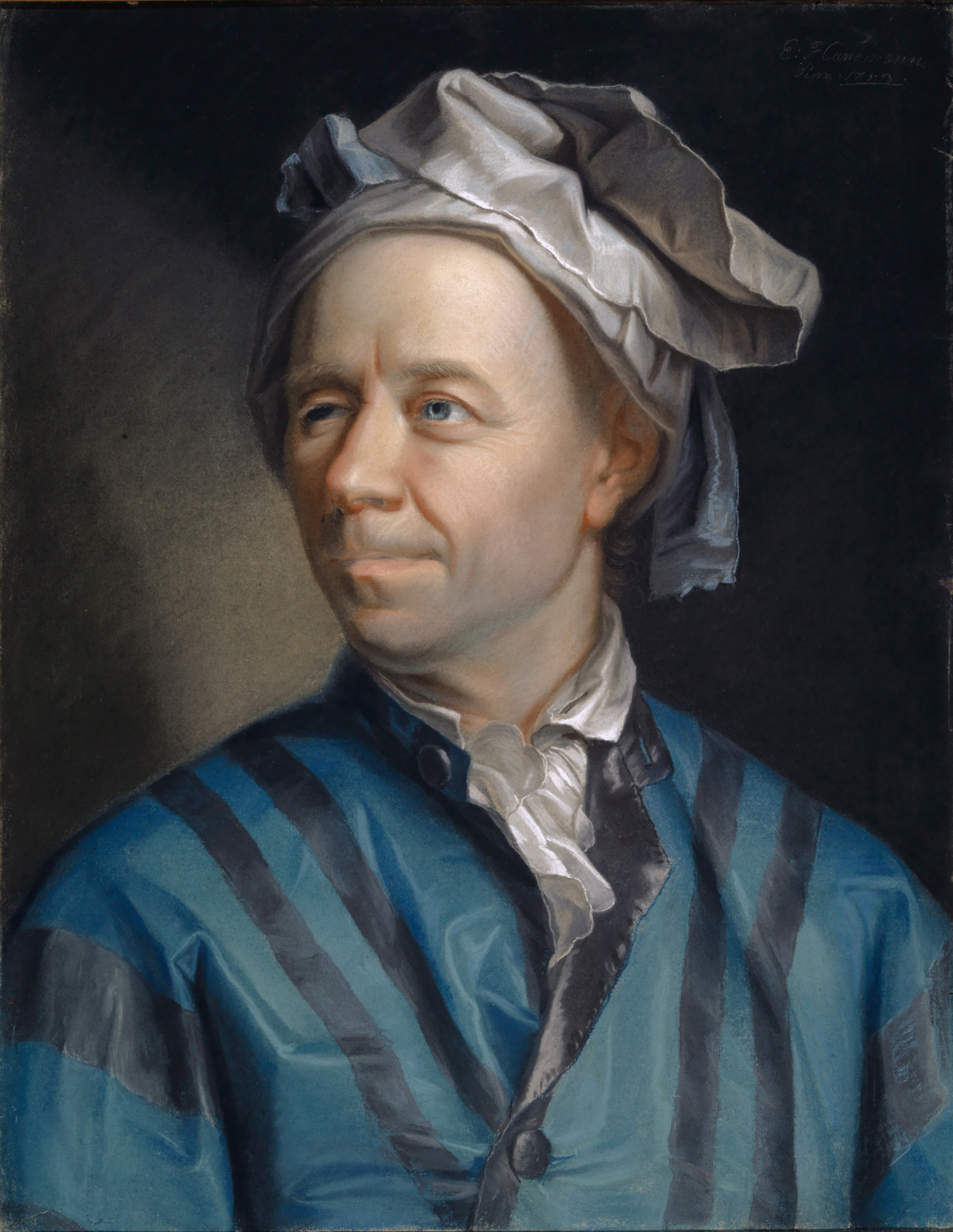
Leonhard Euler, zakladatel moderní trigonometrie

První poznatky z trigonometrie lze prokázat již u Egypťanů. Podobné znalosti měli také Babyloňané a Chaldejci, od kterých převzali Řekové dnešní dělení plného úhlu na 360° a stupně na 60 minut. První práce o trigonometrii souvisely s problémem určení délky tětivy vzhledem k velikosti úhlu. První tabulky délek tětiv pocházejí od řeckého matematika Hipparcha z roku 140 př. n. l., další tabulky sepsal zhruba o 40 let později Melenaus, řecký matematik žijící v Římě. Práce starořeckých vědců vyvrcholila Ptolemaiovým dílem Megale syntaxis (Velká soustava), v níž Ptolemaios vypočítal tabulku délek tětiv kružnice, jež měla poloměr až 60 délkových jednotek a kde středový úhel, k němuž se délky vztahovaly, postupoval po 0,5°.
Od 5. století začali pak trigonometrii budovat Indové, od kterých pochází dnešní název pro sinus, a po nich vědci Střední Asie a Arabové. Z Indů se trigonometrii nejvíce věnoval Brahmagupta (7. století), z vědců Střední Asie a Arábie je pak třeba vzpomenout syrského astronoma al-Battáního.
Evropa se s trigonometrií seznámila díky západním Arabům. K rozvoji trigonometrie významně přispěl polský astronom Mikuláš Koperník, stejně tak i francouzský matematik François Viète, který představil kosinovou větu v trigonometrické podobě. Dnešní podobu trigonometrie jakožto vědu o goniometrických funkcích ve svém díle Introductio in analysin infinitorum (Úvod do analýzy) vytvořil Leonhard Euler. Poprvé zkoumal hodnoty sin x, cos x jako čísla, nikoli jako úsečky, a jako hodnoty proměnné připouštěl kladná i záporná čísla.

## Trigonometrické věty a vzorce
- Sinová věta: Pro každý trojúhelník ABC s vnitřními úhly α, β, γ a stranami a, b, c platí:

{\displaystyle {\frac {a}{\sin \alpha }}={\frac {b}{\sin \beta }}={\frac {c}{\sin \gamma }}}.
- Kosinová věta: Pro každý trojúhelník ABC s vnitřními úhly α, β, γ a stranami a, b, c platí:

{\displaystyle c^{2}=a^{2}+b^{2}-2ab\cdot \cos \gamma }
- Tangentová věta: Pro každý trojúhelník ABC s vnitřními úhly α, β, γ a stranami a, b, c platí:

{\displaystyle {\frac {a-b}{a+b}}={\frac {\mathrm {tg} \,{\frac {\alpha -\beta }{2}}}{\mathrm {tg} \,{\frac {\alpha +\beta }{2}}}}={\frac {\mathrm {tg} \,{\frac {\alpha -\beta }{2}}}{\mathrm {cotg} \,{\frac {\gamma }{2}}}}}
- Kotangentová věta

- Věta o průmětech

- Věta o polovičních úhlech

- Pro obsah S trojúhelníku ABC s vnitřními úhly α, β, γ a se stranami a, b, c platí:

{\displaystyle S={\frac {1}{2}}ab\,\sin \gamma ={\frac {1}{2}}ac\,\sin \beta ={\frac {1}{2}}bc\,\sin \alpha }
- Pro obsah S trojúhelníku se stranami {\displaystyle a,b,c} platí Heronův vzorec

{\displaystyle S={\sqrt {s(s-a)(s-b)(s-c)}},}
kde {\displaystyle s={\frac {a+b+c}{2}}} je jeho poloviční obvod.
- Pro poloměr r kružnice opsané trojúhelníku ABC platí:

{\displaystyle r={\frac {a}{2\sin \alpha }}={\frac {b}{2\sin \beta }}={\frac {c}{2\sin \gamma }}}
- Pro poloměr ρ kružnice vepsané trojúhelníku ABC s obsahem S a poloobvodem s platí:

{\displaystyle S=\rho s}.